# Unidad Obrera Habitacional CTM
Unidad Obrera Habitacional CTM är en ort i Mexiko.   Den ligger i kommunen Tepeji del Río de Ocampo och delstaten Hidalgo, i den sydöstra delen av landet, 60 km norr om huvudstaden Mexico City. Unidad Obrera Habitacional CTM ligger 2 223 meter över havet och antalet invånare är 867.
Terrängen runt Unidad Obrera Habitacional CTM är kuperad åt sydost, men åt nordväst är den platt. Runt Unidad Obrera Habitacional CTM är det ganska tätbefolkat, med 155 invånare per kvadratkilometer. Närmaste större samhälle är Colonia Santa Teresa, 12,6 km sydost om Unidad Obrera Habitacional CTM. I omgivningarna runt Unidad Obrera Habitacional CTM växer huvudsakligen savannskog.